# Warona Setshwaelo
Warona Setshwaelo (née Warona Masego Setshwaelo en 1976 ou 1977 a Gaborone) est une actrice et monteuse de vidéo botswanaise.

## Biographie
Setshwaelo est née à Gaborone, au Botswana et grâce au travail de son père le politicien Ephraim Setshwaelo elle grandit avec sa sœur Marang et sa mère en parcourant plusieurs pays tels que l'Éthiopie, Swaziland, L'Afrique du Sud et le Botswana,,. Elle déménage ensuite aux États-Unis pour étudier a l'Institut polytechnique et université d'État de Virginie, où il a obtenu un diplôme en arts du théâtre. ensuite elle travaille comme monteuse vidéo et animatrice de radio.
En 2003, elle participe a la première version africaine de la franchise internationale de télé-réalité Big Brother diffusée sur 42 pays africains sous le nom Big Brother Africa (en) ou elle était l'une des derniers colocataires à être expulsée ce qui lui a valu de devenue une célébrité dans son pays d'origine.

## Vie privée
Setshwaelo est né Warona Masego Setshwaelo ou "Warona" signifie "le nôtre". Elle vit avec son partenaire, Mike Payette, et sa fille Khaya.

## Filmographie
Sauf indication contraire, les informations mentionnées dans cette section peuvent être confirmées par les bases de données cinématographiques IMDb et Allociné,  présentes dans la section « Liens externes ».

### Court métrage
- 2009 : Enemy Combatant (Court métrage) : Amy Dyer

### Long métrage
- 2012 : Cold Blood : la Paramédicale
- 2013 : White House Down : institutrice
- 2014 : Northpole (en) : Jasmine
- 2018 : Death Wish : l'infirmière Carla
- 2018 : Birthmarked (en) : l'Animatrice Télé
- 2018 : Ma vie avec John F. Donovan : une mère
- 2018 : Une femme d'exception : Gladys

### Télévision
- 2003 : Big Brother Africa (en)
- 2011 : Rouge diamant d'Hervé Renoh : la Réceptionniste Kala
- 2014 : 19-2 (2014 TV series) (en) : Propriétaire Dépanneuse
- 2016 : Quantico (série télévisée) : Conseillere en traumatologie
- 2016 : This Life (2015 TV series) (en) : Employée du Bureau du registraire
- 2017 : The Disappearance (2017 TV series) (en) : Obstétricienne
- 2018 : Histoire De Détectives (série télévisée) : Sylvie Teague
- 2019 : Soupçons mortels (série télévisée) : DeCynda
- 2020 : Transplantation (série télévisée) : Lavondra Kelly